# Sonate pour piano de Martinů
La sonate pour piano H. 350 est une œuvre écrite par Bohuslav Martinů en 1954.

## Historique
Elle a été composée à Nice, durant la fin de l'automne 1954, soit cinq ans avant sa mort, et est dédiée au pianiste Rudolf Serkin, ami proche du compositeur, qu'il a rencontré dès les années 1930 et à qui il avait promis depuis cette époque une œuvre. Il s'agit de sa dernière œuvre pour piano seul, même s'il a continué à composer pour cet instrument par la suite, notamment en musique de chambre ainsi qu'avec son cinquième et dernier concerto pour piano.
Serkin rencontre Martinů durant l'été 1957 et discute de la partition, aboutissant à des annotations de cette dernière quant à son interprétation. La création en a été faite en décembre 1957 par Rudolf Serkin à Düsseldorf. La sonate est jouée le même mois au Carnegie Hall de New York. Serkin l'inclut souvent dans ses récitals, en l'associant alors avec la Hammerklavier de Ludwig van Beethoven. Le fait que l'œuvre fasse partie ainsi de son répertoire est d'autant plus remarquable que Serkin ne jouait que très rarement ses contemporains.
La partition manuscrite est conservée à la Fondation Paul Sacher à Bâle, et la sonate a été publiée aux éditions Eschig en 1958.

## Structure
La durée totale d'exécution est d'environ vingt minutes. La sonate comporte trois mouvements :
- Poco allegro
- Moderato (poco andante)
- Adagio (poco allegro)